# Чхало, Николай Иванович
Николай Иванович Чхало (род. 1 февраля 1962) — физик, лауреат премии имени А. Г. Столетова (2008), член-корреспондент РАН (с 2025 года).

## Биография
Родился 1 февраля 1962 года в городе Каргат Новосибирской области.
В 1985 году окончил физико-технический факультет Новосибирского электротехнического института, кафедра Электрофизические установки и ускорители.
С 1983 по 1985 годы, ещё во время учёбы в институте, работал лаборантом физической лаборатории Института ядерной физики СО РАН.
С 1985 по 2000 годы — работа в Института ядерной физики СО РАН (стажёр-исследователь, инженер, научный сотрудник и старший научный сотрудник).
В 1996 году — защитил кандидатскую диссертацию, тема: «Многослойные рентгеновские зеркала для диагностики плазмы».
С 2001 по 2008 годы — старший научный сотрудник Института физики микроструктур РАН.
С 2008 года — исполняющий обязанности заведующего лабораторией.
В 2009 году — защитил докторскую диссертацию, тема: «Методы диагностики структурных и дисперсионных свойств многослойных рентгеновских зеркал».
В 2025 году избран членом-корреспондентом РАН по Отделению физических наук.

### Научная деятельность
Рентгеновская оптика, физика поверхности и тонких плёнок, оптическая интерферометрия, источники рентгеновского излучения, проекционная литография.

Автор 200 научных трудов.

## Награды
- Премия имени А. Г. Столетова (РАН, 2008) — за серию работ «Развитие многослойной рентгеновской оптики и применение в физических экспериментах и научном приборостроении»
- Премия имени Е. С. Фёдорова 2024 года (РАН, 21 января 2025) — за цикл работ «Структурная диагностика наноразмерных слоистых систем»